# Global Project Español
Global Project Español es un álbum de Hillsong Music del proyecto titulado Global Project, en su versión en el idioma hispano. Fue distribuido en Latinoamérica por el sello CanZion, y contó con la participación de artistas cristianos reconocidos como Marcos Witt, Marco Barrientos, Alex Campos, Marcela Gándara y Darlene Zschech, integrante original de las primeras formaciones de Hillsong.
Esta versión sobresalió entre todas las versiones, siendo el único álbum del proyecto en ser ganador en una gala de premios como los Dove Awards como "Álbum español del año", y nominado en otras premiaciones.

## Promoción y lanzamiento
El proyecto Hillsong Global Project consistía en la creación de nueve álbumes en nueve idiomas diferentes. El idioma español, sería considerado como uno de ellos. Todos los álbumes se lanzaron el 18 de septiembre de 2012, y contenían la traducción de la canción «Go», excepto Global Project Español, que incluye «You deserve» en su lugar.
Los sencillos de este álbum serían «Dios es amor», «Gracias» por Alex Campos, y «Eterno amor» por Marcos Witt y Marcela Gándara.

## Lista de canciones
| N.º | Título                                       | Intérprete (s)                | Duración |  |
| 1.  | «Tú Mereces» ("You Deserve")                 | Marco Barrientos              | 04:47    |  |
| 2.  | «Dios Es Amor» ("Our God Is Love")           | Marcos Witt                   | 04:06    |  |
| 3.  | «Dios Es Poderoso» ("God Is Able")           | Alex Campos                   | 04:23    |  |
| 4.  | «Hosanna»                                    | Marcela Gándara               | 05:42    |  |
| 5.  | «Es Tu Amor» ("It's Your Love")              | Darlene Zschech               | 05:31    |  |
| 6.  | «Gracias» ("Thank You")                      | Alex Campos                   | 05:25    |  |
| 7.  | «Aquí Estoy» ("The Stand")                   | Marcos Witt                   | 06:55    |  |
| 8.  | «Tu Amor No Tiene Fin» ("With Us")           | Marco Barrientos              | 04:41    |  |
| 9.  | «Abre Mis Ojos» ("Open My Eyes")             | Alex Campos                   | 04:03    |  |
| 10. | «Por Mí Murió» ("To Know Your Name")         | Marco Barrientos              | 05:40    |  |
| 11. | «Eterno Amor» ("Unending Love")              | Marcos Witt & Marcela Gandara | 06:10    |  |
| 12. | «Poderoso Para Salvar» ("Mighty To Save")    | Marcos Witt                   | 06:01    |  |
| 13. | «Sobrenatural» (del álbum Sobrenatural)      | Marcos Witt                   | 05:04    |  |
| 14. | «Cantamos Aleluya» (del álbum Transformados) | Marcos Barrientos             | 04:33    |  |
| 15. | «Te Alabaré»                                 | Alex Campos                   | 04:49    |  |

## Premios y nominaciones
Global Project Español fue elegido como "Álbum español del año" en los premios GMA Dove de 2013. En la entrega de los Premios Arpa de 2013, estuvo nominado en tres categorías: "Mejor álbum de dúo o grupo", "Productor del año" y "Álbum Pop Fusión", y en los Premios AMCL como "Álbum del año".